# Libero Tresoldi
Libero Tresoldi (Rivolta d'Adda, 18 gennaio 1921 – Milano, 22 ottobre 2009) è stato un vescovo cattolico italiano.

## Biografia
Nasce a Rivolta d'Adda, in provincia e diocesi di Cremona, il 18 gennaio 1921. All'età di tre anni, nel 1924, si trasferisce con la famiglia a Milano.

### Formazione e ministero sacerdotale
Frequenta gli studi nel seminario arcivescovile di Venegono Inferiore.
Il 29 maggio 1943 è ordinato presbitero, nella cattedrale di Milano, dal cardinale Alfredo Ildefonso Schuster.
Dopo l'ordinazione è nominato coadiutore nella parrocchia milanese di Santa Maria alla Fontana, dove svolge il proprio ministero fino al 1951, quando è trasferito alla parrocchia di Santa Francesca Romana.
Nel 1961 l'allora arcivescovo di Milano, il cardinale Giovanni Battista Montini (futuro papa Paolo VI) lo nomina assistente diocesano delle donne e dei fanciulli di Azione Cattolica e tre anni dopo il cardinale Giovanni Colombo gli affida l'ufficio diocesano della pastorale sociale e gli incarichi di delegato arcivescovile e di assistente ecclesiale per tutta l'Azione Cattolica diocesana.

### Ministero episcopale

#### Vescovo ausiliare di Milano
Il 28 settembre 1970 papa Paolo VI lo nomina vescovo ausiliare di Milano e titolare di Altino; il 22 novembre successivo riceve l'ordinazione episcopale, nella basilica di Sant'Ambrogio a Milano, dal cardinale Giovanni Colombo, co-consacranti l'arcivescovo Giuseppe Schiavini e il vescovo Teresio Ferraroni.
Il cardinale Colombo lo nomina vicario episcopale per la zona pastorale I di Milano, diventando così il suo braccio destro nel governo delle 169 parrocchie cittadine.
Nel 1976 è nominato anche abate della basilica di Sant'Ambrogio.

#### Vescovo di Crema
Il 10 dicembre 1981 papa Giovanni Paolo II lo nomina vescovo di Crema; succede a Carlo Manziana, precedentemente dimessosi per raggiunti limiti di età. Il 7 febbraio 1982 prende possesso della diocesi, accompagnato dall'arcivescovo Carlo Maria Martini.
Dal 24 novembre 1984 al maggio 1987 conduce un'accurata visita pastorale a tutte le comunità parrocchiali della diocesi, fermandosi per alcuni giorni in ciascuna di esse per conoscere le varie realtà ecclesiali e civili presenti. Compie anche tre viaggi "missionari" in America del Sud (1984), Africa (1985) e Asia (1988) per incontrare i sacerdoti cremaschi impegnati nelle missioni.
Nel 1990 convoca il sinodo diocesano di verifica post-conciliare, conclusosi cinque anni dopo, e il 20 giugno 1992 ospita il pontefice Giovanni Paolo II durante la prima visita di un papa alla città di Crema.
Nel corso del suo episcopato ristruttura come centro di accoglienza per tossicodipendenti il "Cuore di Crema" (21 novembre 1982), favorisce l'apertura di una comunità terapeutica femminile, istituisce ufficialmente la Caritas diocesana e fonda la Casa Giovanni Paolo II per i senza dimora e gli immigrati (26 settembre 1993). È particolarmente attento al mondo del lavoro da un lato, in un periodo di deindustrializzazione del territorio cremasco con risvolti drammatici sulla situazione occupazionale, e a quello giovanile dall'altro, rilanciando l'attività (e talora la costruzione) degli oratori parrocchiali. Dimostra un particolare interesse anche per l'arte e la cultura, promuovendo il completo restauro del santuario di Santa Maria della Croce e della chiesa cittadina di San Bernardino degli Osservanti, attrezzando quest'ultima ad auditorium (pur mantenendone le caratteristiche di luogo di culto) per concerti di musica sacra e sacre rappresentazioni.
L'11 luglio 1996 papa Giovanni Paolo II accoglie la sua rinuncia, presentata per raggiunti limiti di età; gli succede Angelo Paravisi, fino ad allora vescovo ausiliare di Bergamo.
Il 22 ottobre 2009 muore a Milano, città in cui si era ritirato a vivere. Il rito esequiale si tiene la mattina del 24 ottobre nella basilica milanese di Sant'Ambrogio, presieduto dal cardinale arcivescovo di Milano Dionigi Tettamanzi, mentre la salma viene tumulata nel pomeriggio dello stesso giorno nella cripta vescovile del duomo di Crema al termine di una concelebrazione eucaristica presieduta dal vescovo Oscar Cantoni.

## Genealogia episcopale
La genealogia episcopale è:
- Cardinale Scipione Rebiba
- Cardinale Giulio Antonio Santori
- Cardinale Girolamo Bernerio, O.P.
- Arcivescovo Galeazzo Sanvitale
- Cardinale Ludovico Ludovisi
- Cardinale Luigi Caetani
- Cardinale Ulderico Carpegna
- Cardinale Paluzzo Paluzzi Altieri degli Albertoni
- Papa Benedetto XIII
- Papa Benedetto XIV
- Papa Clemente XIII
- Cardinale Marcantonio Colonna
- Cardinale Giacinto Sigismondo Gerdil, B.
- Cardinale Giulio Maria della Somaglia
- Cardinale Carlo Odescalchi, S.I.
- Cardinale Costantino Patrizi Naro
- Cardinale Lucido Maria Parocchi
- Papa Pio X
- Papa Benedetto XV
- Papa Pio XII
- Cardinale Eugène Tisserant
- Papa Paolo VI
- Cardinale Giovanni Colombo
- Vescovo Libero Tresoldi